# Claude Michel (homme politique, 1938)
Pour les articles homonymes, voir Claude Michel et Michel.
Claude Michel, né le 26 septembre 1938 à Elne (Pyrénées-Orientales), est un homme politique français, membre du PS.